# Alicia Montoya
Alicia Montoya (Madrid, 1972) is hoogleraar Franse taal en Letterkunde aan de Radboud Universiteit en tevens directeur van het Kenniscentrum Frankrijk-Nederland.

## Biografie
Montoya studeerde Franse taal- en letterkunde aan de Universiteit van Amsterdam en Afrikanistiek aan de Universiteit Leiden. In 1998 behaalde zij daar haar master in beide richtingen. Zij promoveerde in 2005 aan de Universiteit Leiden op de Franse toneelschrijfster Marie-Anne Barbier. Tot 2007 doceerde zij Franse taal en cultuur aan dezelfde universiteit. Tussen 2007 en 2012 was zij Rosalind Franklin Fellow aan de Rijksuniversiteit Groningen. Vanaf 2012 werkt zij als docent bij de Radboud Universiteit. Op 1 april 2014 werd zij daar benoemd tot hoogleraar.

## Onderzoek
Montoya is gespecialiseerd in de Franse Verlichting en de invloed daarvan in Europa. Tevens is zij gespecialiseerd in classicistisch toneel, in vroegmoderne boekgeschiedenis, in vrouwelijk auteurschap en in literair mediëvalisme.
Vanaf 2016 werkt zij aan het ERC Consolidator project Mediate (Middlebrow Enlightenment: Disseminating Ideas, Authors, and Texts in Europe, 1665 - 1820), waarmee zij de circulatie van boeken in de 18de-eeuwse Nederlandse Republiek, Frankrijk en Engeland in kaart wil brengen in een database. Het onderzoek richt zich in het bijzonder op 'middlebrow bestsellers'. Wat een bestseller was bepaalt zij door te tellen, o.a. door het digitaliseren van catalogi van bibliotheekveilingen en archieven van boekhandelaren. Hiervoor werkt ze nauw samen met het French Book Trade in Enlightenment Europe project aan Western Sydney University. Montoya verwacht dat met dit onderzoeksproject het huidige beeld van de Verlichting zal veranderen.

## Publicaties
- met V. Schröder (ed.) Marie-Anne Barbier, Cornélie, mère des Gracques (1703). Toulouse, Société de littératures classiques, 2005.
- Marie-Anne Barbier et la tragédie post-classique, Paris, Honoré Champion, 2007.
- met W. van Anrooij en S. van Romburgh (eds.) Early Modern Medievalisms: The Interplay between Scholarly Reflection and Artistic Production. Leiden, Brill, 2010.
- met T. Coignard en P. Davis (eds.) Lumières et histoire / Enlightenment and History. Paris, Honoré Champion, 2010.
- met A. Gilleir en S. van Dijk (eds.) Women Writing Back / Writing Back Women: Transnational Perspectives from the Late Middle Ages to the Dawn of the Modern Era. Leiden, Brill, 2010.
- Medievalist Enlightenment: From Charles Perrault to Jean-Jacques Rousseau. Cambridge, Boydell & Brewer, 2013.

## Prijzen en subsidies
Voor haar dissertatie, Après Corneille, après Racine. Marie-Anne Barbier et la tragédie post classique ontving Montoya in 2006 de Keetje Hodsonprijs.
In 2007 ontving Montoya een Veni-subsidie voor onderzoek naar literair medievalisme en Verlichting.
In 2015 ontving Montoya een ERC Consolidator Grant voor haar project MEDIATE.
In 2017 won Montoya een Ammodo Award van de KNAW. Deze prijs wordt uitgereikt voor "ongebonden fundamenteel onderzoek”.
In 2023 ontving Montoya een Vici-beurs voor het project Civic fictions: Modelling book-reader interactions in the Age of Revolution, c. 1760-1830.